# 蘇格蘭電視台
蘇格蘭電視台（英語：Scottish Television），現在法律上稱為“STV中部有限公司（STV Central Limited）”，是ITV聯播網在蘇格蘭中部地區特許經營權公司。該頻道是ITV在蘇格蘭三個特許經營頻道中最大的一個，自1957年8月31日起開始運營；同時也是英國第二古老且現在仍在運營的專營權持有頻道，僅次於格拉納達電視。
STV中部的總部位於蘇格蘭格拉斯哥的太平洋碼頭，目前由STV集團擁有並運營。STV集團現在還擁有持有ITV聯播網在蘇格蘭北部地區專營權的格蘭扁電視（現名“STV北部”）。STV中部為其廣播區域製作本地新聞節目《STV六點新聞》及針對蘇格蘭中部和北部地區的時事與專題節目。
與STV北部、ITV國界一樣，STV中部也是受國家資助的全國性公共電視頻道BBC蘇格蘭的商業競爭對手。

## 頻道歷史
蘇格蘭電視台由加拿大報業巨頭羅伊·湯姆遜所創立。為了建立該電視台，湯姆遜從霍華德與溫德姆有限公司手裡購入了格拉斯哥皇家劇院；後來霍華德與溫德姆有限公司也成為蘇格蘭電視台的小合夥人。湯姆遜邀請加拿大電視節目製作人雷·珀迪擔任蘇格蘭電視台首任節目主管。在電視台開播日的前幾個月，珀迪向大眾承諾新頻道將提供“一流的娛樂”和“盡可能多的文化節目”，並為“蘇格蘭藝人提供一切發展機會和在STV上亮相的資格”。

### 開播之前
1955年5月24日，獨立電視管理局來信告知羅伊·湯姆遜已獲得建立蘇格蘭電視公司的合同並通知他參加下週三在愛丁堡北英酒店舉行的新聞發佈會。發佈會上的新聞稿宣稱湯姆遜必須從獨立電視管理局租用發射機站和天線，且必須在1957年8月投入運營。羅伊·湯姆遜最終於1957年6月19日與獨立電視管理局簽訂合同。伴隨著獨立電視作為英國第二個電視頻道投入使用，原有的電視接收設備必須改造設備本身或接收天線。較舊的電視機必須安裝額外的調諧設備進行信號轉換；而那些即便內置了調諧設備的較新電視機也需要額外的天線來接收信號。而此時的蘇格蘭已經擁有50萬台電視機或天線，這無疑是一個艱巨的改造任務。當獨立電視在英國興起時，幾乎所有擁有電視機的家庭都希望改造他們的電視機或天線，但當時的經銷商們卻無法承擔這最後一刻的需求高峰。

## 外部連接
- 官方网站